# Syngonanthus insularis
Syngonanthus insularis är en gräsväxtart som beskrevs av Harold Norman Moldenke. Syngonanthus insularis ingår i släktet Syngonanthus och familjen Eriocaulaceae. Inga underarter finns listade i Catalogue of Life.